# Villaverde de Rioja
Villaverde de Rioja è un comune spagnolo di 98 abitanti situato nella comunità autonoma di La Rioja.